# Sergueï Bazarevitch
Sergueï Valerianovitch Bazarevitch (en russe : Сергей Валерьянович Базаревич), né le 16 mars 1965 à Moscou, est un joueur puis entraîneur russe de basket-ball.

## Biographie
En raison des changements politiques et du démantèlement de l'URSS, Il a évolué avec trois sélections, d’abord sous les couleurs de l'URSS, remportant une médaille d'argent lors du mondial 1990 disputé en Argentine, puis les couleurs de la Communauté des États indépendants (CEI) lors des Jeux olympiques de Barcelone et enfin avec la Russie. Avec cette dernière, il remporte une médaille d'argent lors de Euro 1993 disputé en Allemagne, puis de nouveau l'argent lors du mondial suivant qui a lieu à Toronto.
Il devient ensuite entraîneur et, avec le Krasnye Krylya Samara, il remporte la Coupe de Russie de basket-ball en 2012 et 2013, ainsi que l'EuroChallenge 2012-2013.

## Palmarès

### Club
compétitions nationales 
- 3 titres de Champion d'URSS
- Champion de Russie 1997, 1998

### Sélection nationale
Championnat du monde
- Médaille d'argent avec la Russie lors du Championnat du monde 1994 à Toronto, Canada
- Médaille d'argent avec l'URSS lors du Championnat du monde 1990, Argentine

Championnat d'Europe
- Médaille d'argent avec la Russie lors du Championnat d'Europe 1993, Allemagne